# 香原一勢
香原 一勢（こうはら かずなり、1896年‐1981年10月12日）は、日本の編集者、哲学者。

## 来歴・人物
福岡県北九州市出身。1918年早稲田大学文学部哲学科卒。神田豊穂の興した春秋社に入り編集者として活躍、雑誌『帝国教育』『日本歴史』などを編集。香原志勢は長男。墓所は多磨霊園。

## 著書
- 『希臘哲学講話』東京刊行社・哲学講話 1919
- 『群衆心理学講話』東京刊行社・哲学講話 1921
- 『近代思想家の宗教観』春秋社・新学芸講座 1923
- 『初学者の為の西洋哲学史概説』文化書房　1932
- 『初学者の為の哲学概論』文化書房 1932
- 『哲学入門』野口書店　1948

編纂
- 『哲学辞典』桑木厳翼監修　非凡閣・小辞典全集　1934

## 翻訳
- カント『哲学概説』文教書院 新訳世界教育名著叢書 1925
- ヒユーム『世界大思想全集 第13巻　人生論』春秋社　1930

## 参考
- 「読売新聞」1981年10月13日（訃報）